# Mariana Henriques
Mariana Henriques, née le 27 juillet 1994, est une nageuse angolaise. Elle a notamment participé aux Jeux olympiques d'été de 2012 sur le 50 m nage libre où elle échoue à atteindre la finale.
Précédemment, en 2010, elle avait participé aux Jeux olympiques de la jeunesse.